# Saint-Lys
Saint-Lys är en kommun i departementet Haute-Garonne i regionen Occitanien i södra Frankrike. Kommunen ligger i kantonen Saint-Lys som tillhör arrondissementet Muret. År 2022 hade Saint-Lys 9 776 invånare.

## Befolkningsutveckling
Antalet invånare i kommunen Saint-Lys
Referens:INSEE